# هورتن هو ۹
هورتِن هو ۹ (به آلمانی: Horten Ho IX) که بعدا گوتا گو ۲۲۹ (به آلمانی: Gotha Go 229) نامیده شد، پیش‌نمونه‌ای از یک جنگنده-بمب‌افکن دو موتوره تک‌سرنشین بود که اواخر جنگ جهانی دوم توسط برادران هورتن در آلمان طراحی و سه فروند از آن تولید شد. این هواگرد نخستین بال‌دیس مجهز به موتور جت در جهان بود.

## طراحی و توسعه
برادران هورتن، والتر و رایمار، بر این عقیده بودند که بالدیس کارآمدترین شکل یک هواگرد سنگین‌تر از هواست. آن‌ها کار خود را اوایل دهه ۱۹۳۰ با بادپرها آغاز کردند. این دو سال ۱۹۳۶ وارد لوفت‌وافه شدند و از سال ۱۹۴۲ به مطالعه بر بال‌دیس‌های مجهز به موتور جت پرداختند. نخستین گام مهم در این جهت با طراحی هورتن‌ها ۷ با دو موتور هل‌دهنده در سال ۱۹۴۳ به عنوان هواگرد آموزشی برای خلبانان لوفت‎وافه، برداشته شد. این اقدامات در همکاری رسمی با وزارت هوانوردی رایش نبود.
با این حال برادران هورتن ارتباطات سیاسی خوبی داشتند. طرح نسخه نهایی از جنگنده جت با عنوان هو ۹ در گوتینگن آماده شد. رایشس‌مارشال هرمان گورینگ، فرمانده کل لوفت‌وافه این طرح را از نظر گذراند و دستور به ساخت فوری آن داد. بدین ترتیب گروه کوچک طراحی دو پیش‌نمونه از آن تکمیل کردند. هو ۹ فاو-۱، نخستین پیش‌نمونه می‌بایست به عنوان بادپر پرواز می‌کرد؛ سپس به‌گونه‌ای اصلاح شد که دو موتور جت ب‌ام‌و ۰۰۳آ بر آن نصب شود. کارآزمایی‌ها به صورت یدک‌کشی ماه اوت سال ۱۹۴۴ در ارانینبرگ آغاز شد که نشان از هدایت‌پذیری بسیار خوب هواگرد داشت. با این حال فاو-۱ مدتی بعد در اثر خطای خلبان در جمع نکردن تیرک کشش هنگام فرود از بین رفت.
هو ۹ متشکل از یک بخش مرکزی و صفحات اطراف بود. بخش مرکزی ضخامت کافی برای جای دادن خلبان، موتورها، تسلیحات، ارابه فرود سه‌چرخه و تقریبا همه سوخت، در خود را داشت. ساخت این بخش با چارچوبی از لوله‌های فولادی خوش‌خورده و پوششی از تخته سه‌لایی بود؛ جز نزدیک موتور که پوشش آلومینیمی داشت. بال‌های پس‌خمیده باریک بیرونی هواگرد تمام‌چوبی و بخش‌هایی از آن‌ها از چوب مرکب قالب‌گیری‌شده بود. سازندگان به سازه تنش ۷جی دادند تا تاب چرخشی تا شعاع کمتر از هر هواگرد دیگری داشته باشد.
وزارت هوانوردی با تایید قابلیت‌های هو ۹ همان ماه مه سال ۱۹۴۴ دستور به سپرده شدن تولید آن به شرکت گوتار واگون‌فابریک داد. عنوان جدید گو ۲۲۹ بر این هواگرد نهاده شد. جز فاو-۱ و فاو-۲، سفارش تولید هفت پیش‌نمونه دیگر و بیست فروند از مدل جنگنده صادر گشت. در این تولیدات طول بال می‌بایست ۱۶.۷۵ متر، موتور یومو ۰۰۴ب و تسلیحات چهار توپ خودکار ۳۰ میلی‌متری ام‌کا ۱۰۳ یا ۱۰۸ می‌بود و خلبان صندلی‌پران ساده می‌داشت.
گو ۲۲۹ فاو-۲ پرواز آزمایشی خود را از ماه ژانویه سال ۱۹۴۵ در ارانینبرگ آغاز کرد. این هواگرد می‌توانست در مسافتی کمتر از ۴۵۰ متر از زمین برخیزد. تا میانه ماه مارس ارابه فرود جمع‌شونده شد تا حداکثر سرعت ۸۰۰ کیلومتر بر ساعت برسد. به هر صورت این هواگرد نیز در اثر از کار افتادن ناگهانی یکی از موتورها سقوط کرد. برنامه توسعه بیش از این پیشرفتی نداشت. شرکت گوتا در فریدریشرودا فاو-۳ را تقریبا تکمیل کرده بود و بخش زیادی از کار چندین فروند دیگر از هواگردهای گو ۲۲۹ انجام گرفته بود که جنگ جهانی دوم به پایان رسید.

## مشخصات فنی
گوتا گو ۲۲۹آ-۰:
مشخصات عمومی
- خدمه: ۱ نفر
- طول: ۷.۴۷ متر
- طول بال: ۱۶.۷۶ متر
- ارتفاع: ۲.۸ متر
- مساحت بال: ۵۲.۵ متر مربع
- وزن خالی: ۴٬۶۰۰ کیلوگرم
- حداکثر وزن بیش‌بارگیری‌شده: ۹٬۰۰۰ کیلوگرم
- نیرومحرکه: ۲ × موتور توربوجت یونکرس یومو ۰۰۴ب: هر یک با رانش ۸.۷۳ کیلو نیوتون

عملکرد
- حداکثر سرعت: ۹۷۷ کیلومتر بر ساعت در ۱۲٬۰۰۰ متر
- برد: ۱٬۹۰۰ کیلومتر با مخزن داخلی
  - ۳٬۱۷۰ کیلومتر با مخازن انداختنی
- سقف پرواز: ۱۶٬۰۰۰ متر
- سرعت اوج‌گیری اولیه: ۱٬۳۲۰ متر بر دقیقه

تسلیحات
- ۴ × توپ خودکار ۳۰ میلی‌متری ام‌کا ۱۰۳ یا ام‌کا ۱۰۸
- ۲ × بمب ۱٬۰۰۰ کیلوگرمی